# Биња
Биња (слч. Bíňa, мађ. Bény) насељено је мјесто са административним статусом сеоске општине (слч. obec) у округу Нове Замки, у Њитранском крају, Словачка Република.

## Становништво
| Година:    | 1994. | 2004.   | 2014.   | 2024.   |
| ---------- | ----- | ------- | ------- | ------- |
| Број људи: | 1439  | 1466    | 1468    | 1403    |
| Разлика:   |       | +1,87 % | +0,13 % | -4,42 % |

| Година:    | 2023. | 2024.   |
| ---------- | ----- | ------- |
| Број људи: | 1411  | 1403    |
| Разлика:   |       | -0,56 % |

Према подацима о броју становника из 2011. године насеље је имало 1.482 становника.